# Pays des Trois Frontières (Moselle)
Le Pays des Trois Frontières de Moselle (en platt Dräilännereck), correspond à l'arrondissement de Thionville. Ce qui inclut le Pays de Thionville et le Pays de Sierck.
Sur le plan linguistique, c’est le cœur du domaine du francique luxembourgeois en Moselle, ainsi qu'une partie de la Moselle germanophone.
Par ailleurs le syndicat mixte à vocation touristique du pays des trois frontières (SMVT pays des trois frontières) compte près de 80 communes adhérentes en 2016.